# Somalias riksvapen
Somalias riksvapen har en sköld som motsvarar duken i Somalias flagga. Två leoparder fungerar som sköldhållare. Kronan härstammar möjligen från den italienska kolonitiden och är här en symbol för oberoende.[källa behövs] Statsvapnet antogs dock redan den 10 oktober 1956, innan landet blev självständigt.